# Tillandsia donatoi
Tillandsia donatoi är en gräsväxtart som beskrevs av Elton Martinez Carvalho Leme. Tillandsia donatoi ingår i släktet Tillandsia och familjen Bromeliaceae. Inga underarter finns listade i Catalogue of Life.